# Leiterspitze
Die Leiterspitze in den Lechtaler Alpen ist mit einer Höhe von 2750 m ü. A. der höchste Berg des Medriol und liegt im österreichischen Bundesland Tirol. 

## Lage und Umgebung
Die Leiterspitze ist der Hauptgipfel des Medriol, einer Untergruppe der zentralen Lechtaler Alpen, die vom Madautal im Westen und dem Gramaiser Tal im Osten begrenzt wird. Der Gipfel liegt in gleicher Entfernung (Luftlinie 10 km) vom nördlich gelegenen Lechtal (Häselgehr) und dem südlich gelegenen Inntal (Landeck). Nächstgelegene Orte sind die kleinen Bergdörfer Gramais, etwa 5 km nördlich gelegen, und Madau, etwa 5 km westlich gelegen. 
Das Massiv der Leiterspitze wird von zwei Gipfeln gebildet, die durch die Leiterscharte getrennt werden. Der nördlich der Scharte gelegene Nebengipfel wird Kleine Leiterspitze genannt, der südlich gelegene Hauptgipfel entweder nur Leiterspitze, oder zur besseren Unterscheidung vom Nebengipfel auch Große Leiterspitze. Beide Gipfel sind von Gramais aus sichtbar.

## Besteigung
Vom Talort Gramais aus erreicht man den südlich gelegenen Branntweinboden und wendet sich dann nach Südwesten über das Sacktal zum Alblitjoch. Von dort aus gelangt man in südöstlicher Richtung zur gerölligen und steilen Leiterscharte, und von dort aus in leichter Felskletterei zum Hauptgipfel der Leiterspitze. Die Leiterscharte kann nicht nur auf dem beschriebenen Weg aus Nordwesten vom Alblitjoch her, sondern auch aus dem Südosten über das Bittrich erreicht werden. 
Anstatt von Gramais aus kann die Leiterspitze auch über das Württemberger Haus als Stützpunkt bestiegen werden. Dabei gelangt man entweder über das Leiterjöchl oder die Bitterscharte letztlich ebenfalls wieder zur Leiterscharte. 
Der Weg setzt Kletterfertigkeit im I. Schwierigkeitsgrad (UIAA), Schwindelfreiheit und insbesondere Trittsicherheit im Schrofengelände voraus.